# Vláda Karla Stürgkha

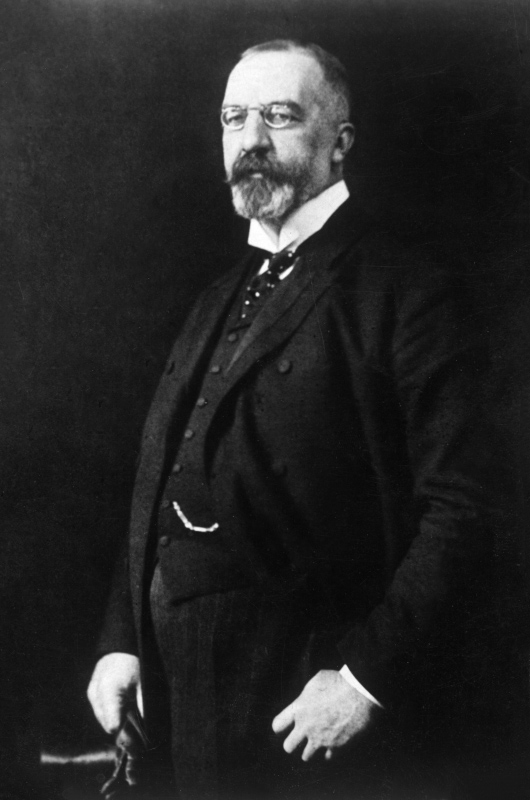
Ministerský předseda Karl von Stürgkh

Vláda Karla Stürgkha byla předlitavská vláda, úřadující od 3. listopadu 1911 do 21. října 1916. Sestavil ji Karl von Stürgkh poté, co skončila předchozí třetí vláda Paula Gautsche.

## Dobové souvislosti a činnost vlády
Vláda Karla Stürgkha nastoupila v situaci, kdy předchozí kabinet Paula Gautsche odstoupil po několika měsících neúspěšných pokusů získat trvalejší podporu politických stran. Předlitavská politická scéna byla po volbách do Říšské rady roku 1911 mimořádně roztříštěná a polarizována mezi četnými etnickými a ideologickými frakcemi. V konzervativních kruzích se šířilo přesvědčení, že vládnout s parlamentem nelze. Stürgkh jako štýrský šlechtic sestavil novou vládu jako ryze úřednickou. Žádná strana si nemohla stěžovat, že je opomíjena, protože kabinet si udržoval odstup od všech politických stran. Zároveň stále více vládl bez parlamentu. Historik Otto Urban označuje Stürgkhovu vládu jako vládu zásadního neřešení problémů. V létě roku 1912 se nicméně Stürgkhovi podařilo v parlamentu prosadit klíčové vojenské předlohy a mobilizační zákony (podpořila je i velká část českých poslanců, v kabinetů zasedali dva ministři českého původu). Vláda dokázala přežít i složité mezinárodněpolitické období (balkánské války). V létě roku 1913 vydala takzvané Anenské patenty, kterými byl český zemský sněm (zablokovaný česko-německou rivalitou) trvale vyřazen z provozu a místo něho nastoupila zemská správní komise. Česká politická reprezentace pak přenesla svůj odpor proti eliminaci zemské samosprávy na Říšskou radu. Když se ovšem Češi v březnu 1914 chystali na další kolo obstrukcí na Říšské radě, nechal ji Stürgkh odročit. Vzhledem k následnému vypuknutí první světové války byl předlitavský parlament odročen až do roku 1917.
Za první světové války musela vláda řešit mimořádné úkoly vyplývající z válečné situace, rozvrat ekonomiky a zásobování obyvatelstva, včetně sociální radikalizace. Centrum moci se zároveň posouvalo směrem k vojenským kruhům. Existence vlády byla náhle ukončena v říjnu 1916, kdy byl předseda vlády Stürgkh zastřelen při atentátu. Nastoupila pak druhá vláda Ernesta von Koerbera.

## Složení vlády
| Resort                              | Ministr                     | Nástup do funkce   | Konec funkce       |
| ----------------------------------- | --------------------------- | ------------------ | ------------------ |
| ministerský předseda                | Karl von Stürgkh            | 3. listopadu 1911  | 21. října 1916     |
| ministr vnitra                      | Karl Heinold                | 3. listopadu 1911  | 30. listopadu 1915 |
| ministr vnitra                      | Konrad Hohenlohe            | 30. listopadu 1915 | 21. října 1916     |
| ministr financí                     | Robert Meyer                | 3. listopadu 1911  | 19. listopadu 1911 |
| ministr financí                     | Wacław Zaleski              | 19. listopadu 1911 | 5. října 1913      |
| ministr financí                     | August von Engel            | 5. října 1913      | 30. listopadu 1915 |
| ministr financí                     | Karl von Leth               | 30. listopadu 1915 | 21. října 1916     |
| ministr kultu a vyučování           | Max von Hussarek            | 3. listopadu 1911  | 21. října 1916     |
| ministr spravedlnosti               | Viktor von Hochenburger     | 3. listopadu 1911  | 21. října 1916     |
| ministr obchodu                     | Mauriz von Rössler          | 3. listopadu 1911  | 20. září 1912      |
| ministr obchodu                     | Rudolf von Schuster-Bonnott | 20. září 1912      | 30. listopadu 1915 |
| ministr obchodu                     | Alexander Spitzmüller       | 30. listopadu 1915 | 21. října 1916     |
| ministr zemědělství                 | Wacław Zaleski (správce)    | 3. listopadu 1911  | 19. listopadu 1911 |
| ministr zemědělství                 | Albín Bráf                  | 19. listopadu 1911 | 1. července 1912   |
| ministr zemědělství                 | Franz von Zenker            | 20. září 1912      | 21. října 1916     |
| ministr zeměbrany                   | Friedrich von Georgi        | 3. listopadu 1911  | 21. října 1916     |
| ministr železnic                    | Zdenko von Forster          | 3. listopadu 1911  | 21. října 1916     |
| ministr veřejných prací             | Otakar Trnka                | 3. listopadu 1911  | 21. října 1916     |
| ministr pro haličské záležitosti    | Wacław Zaleski              | 3. listopadu 1911  | 19. listopadu 1911 |
| ministr pro haličské záležitosti    | Władysław Długosz           | 19. listopadu 1911 | 26. prosince 1912  |
| ministr pro haličské záležitosti    | Zdzisław Morawski           | 26. prosince 1912  | 21. října 1916     |
| společní ministři Rakouska-Uherska: |                             |                    |                    |
| * ministr zahraničí                 | Alois Lexa von Aehrenthal   | 3. listopadu 1911  | 17. února 1912     |
| * ministr zahraničí                 | Leopold Berchtold           | 17. února 1912     | 13. ledna 1915     |
| * ministr zahraničí                 | István Burián               | 13. ledna 1915     | 21. října 1916     |
| * ministr války                     | Moritz von Auffenberg       | 3. listopadu 1911  | 12. prosince 1912  |
| * ministr války                     | Alexander von Krobatin      | 12. prosince 1912  | 21. října 1916     |
| * ministr financí                   | István Burián               | 3. listopadu 1911  | 12. února 1912     |
| * ministr financí                   | Leo von Bilinski            | 12. února 1912     | 7. února 1915      |
| * ministr financí                   | Ernest von Koerber          | 7. února 1915      | 21. října 1916     |